# Israel Olavi
Israel Olavi (Fortelius), född 19 november 1577 i Linköpings församling, Östergötland, död där 2 april 1614, var en svensk präst.

## Biografi
Olavi föddes 1577 i Linköpings församling. Han var son till domprosten Olaus Petri och Karin Bertilsdotter. Olavi blev 1595 student vid Uppsala universitet och samma år blev han student vid Rostocks universitet. Han blev senare student vid Helmstedts universitet. I Helmstedt avlade han 1599 magisterexamen. År 1599 blev Olavi decanus i Linköping och 1600 prästvigdes han och blev samma år conrektor vid Linköpings trivialskola. 1602 blev han penitentiarie och 1604 domprost i Linköpings församling. Han var preses vid prästmötet 1606. Olavi avled 1614 i Linköpings församling och begravdes i stora gången i Linköpings domkyrka (mitt emot predikstolen).

### Familj
Olavi gifte sig första gången med Margareta Thyrsdotter (Stålhandske) (1586–1608). Hon var dotter till Thyrs Haraldsson (Stålhandske) till Ledingelunda och Anna Mattsdotter (Ruuth). De fick tillsammans två pojkar och en dotter.
Olavi gifte sig andra gången 19 februari 1609 med Sigrid Olofsdotter. Hon var änka efter biskopen Petrus Jonæ Helsingus i Strängnäs stift. Olavi och Olofsdotter fick tillsammans sonen vice presidenten Israel Lagerfelt (1610–1684) i Kommerskollegium. Efter Israel Olavis död gifte Sigrid Olofsdotter sig med lektorn Nicolaus Nicolai Grubb i Linköping och biskopen Jonas Petri Gothus i Linköpings stift.

### Översättningar
- 1611 - Avenarii utläggning af J. C. Pinos Historia, Stockholm.[2]